# Hudson Valley
Das Hudson Valley umfasst das Tal des Hudson River und die an ihn angrenzenden Gemeinden im US-Bundesstaat New York, von den Städten Albany und Troy südwärts bis zum nördlichen Westchester County.

## Geologie und Geografie

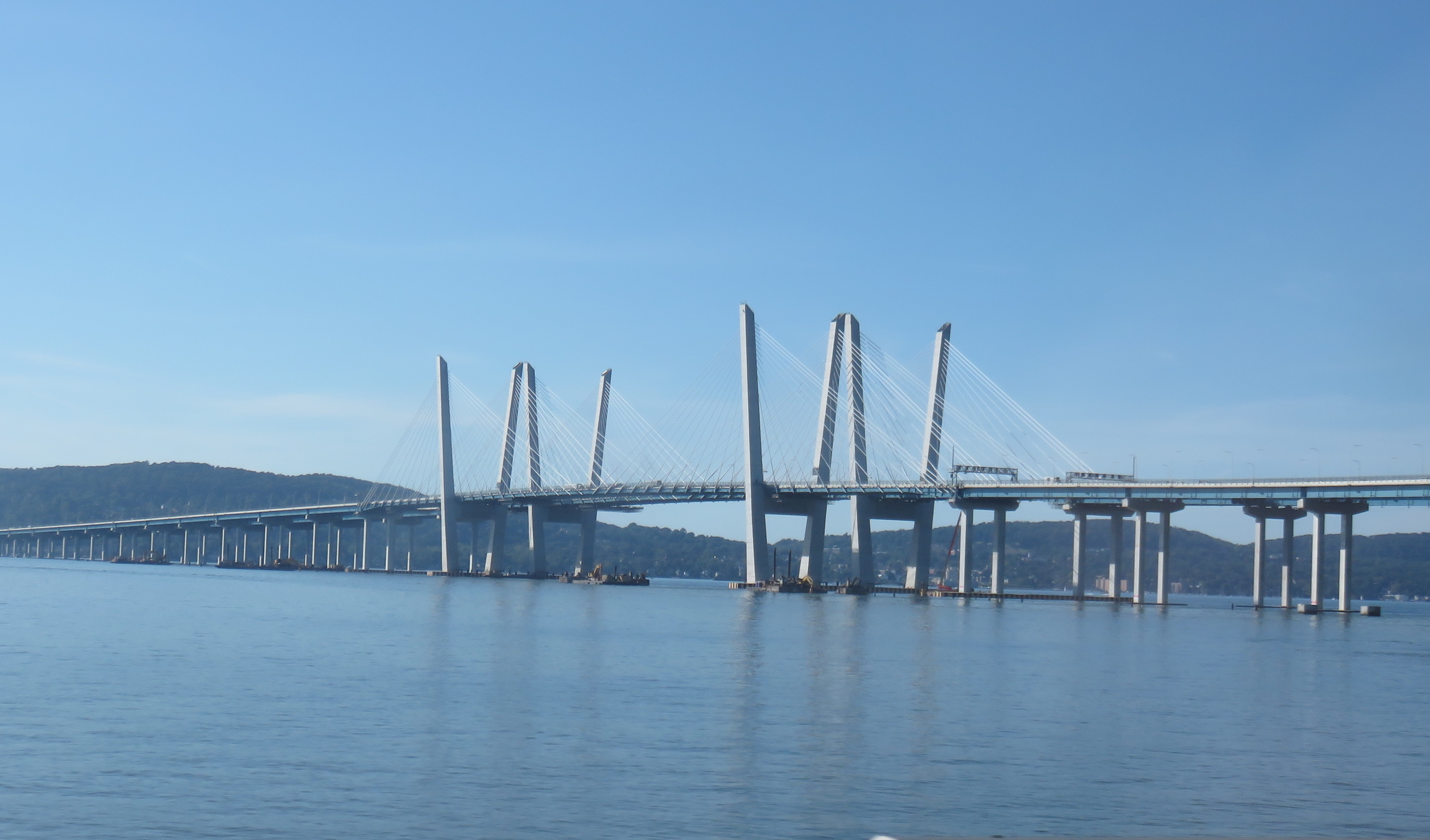
Die Tappan Zee Bridge überspannt den Hudson River an einer seiner breitesten Stellen

Das Tal des Hudson River verläuft am Ostrand des Bundesstaats New York in Nord-Süd-Richtung und durchschneidet dabei eine Reihe von Felsgesteinen wie präkambrische Gneise im Norden und Osten, und Sandstein und Buntsandstein des Trias im Süden. In den Hudson Highlands tritt der Fluss in eine eiszeitliche Tallandschaft ein. Im Westen liegt das ausgedehnte Hochland der Appalachen. Etwa 15 km nördlich von New York City erweitert sich das Tal zum Tappan Zee, die Westseite des Tales bilden dort die Palisades, mehrere hundert Meter hohe Klippen aus erosionsbeständigem Diabas. Die Palisades wurden 1900 als Palisades Interstate Park von den Gouverneuren Theodore Roosevelt aus New York und Foster M. Voorhees aus New Jersey unter Schutz gestellt und 1965 zur National Historic Landmark erklärt.
Das Hudson Valley ist als physiographische Region eine Sektion der Provinz Valley and Ridge-Zone innerhalb der amerikanischen Division der Appalachen. Der nördliche Teil des Hudson Valley ist Teil der Ökoregion Eastern Great Lakes and Hudson Lowlands.
Während der letzten Eiszeit war das Tal von einem großen Gletscher angefüllt, der sich bis Long Island hinzog. Zum Ende der Eiszeit wurden die Großen Seen, ausgehend vom eiszeitlichen Lake Iroquois, durch den Hudson River entwässert, der heutige Ontariosee ist ein Überrest des Lake Iroquois. Umfangreiche Sandablagerungen markieren den Abfluss des Lake Iroquois in den Hudson River und bilden heute die Rome Sand Plains mit den Pine Barrens.

## Geschichte

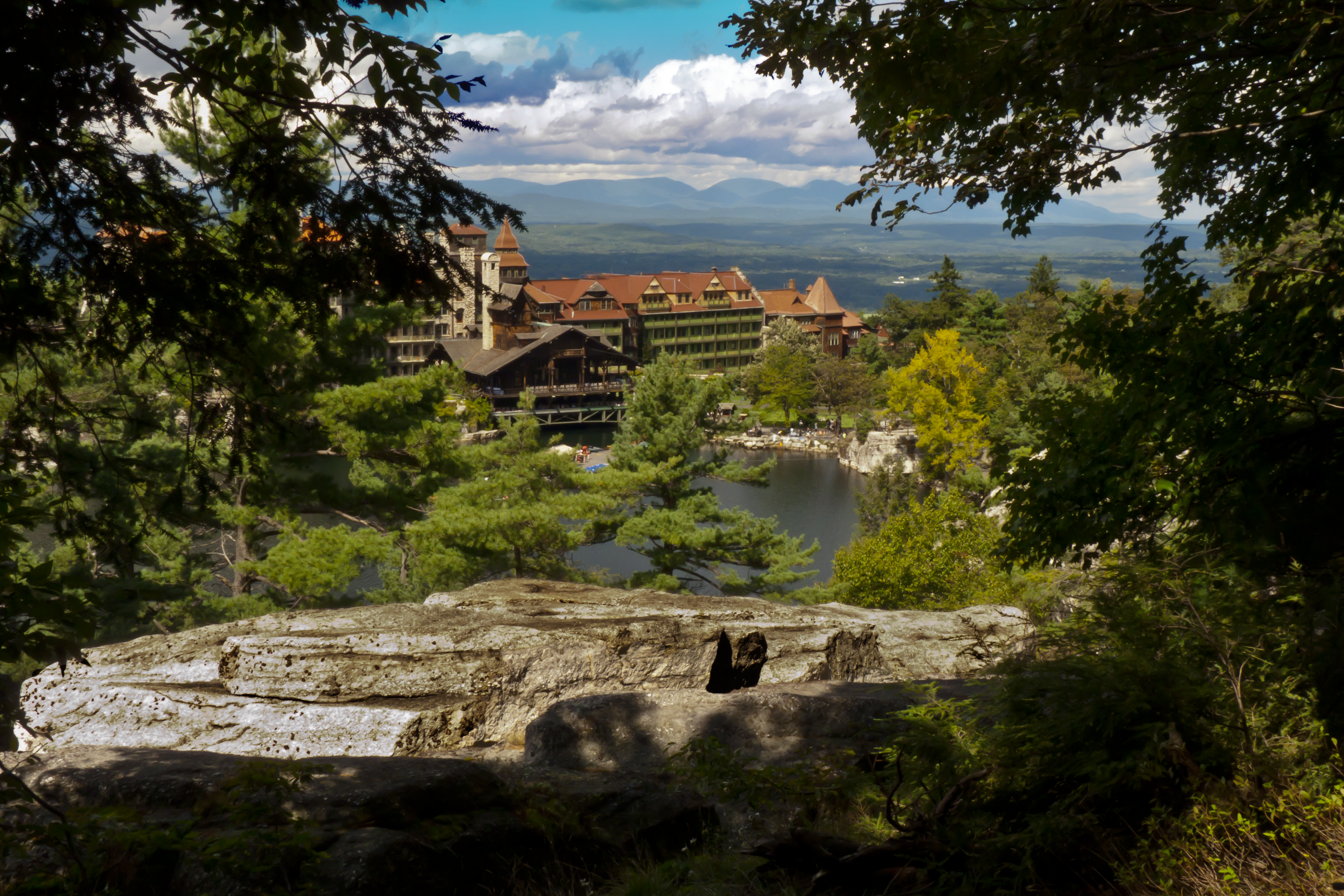
Das Mohonk Mountain House in Ulster County wurde 1986 zur National Historic Landmark erklärt

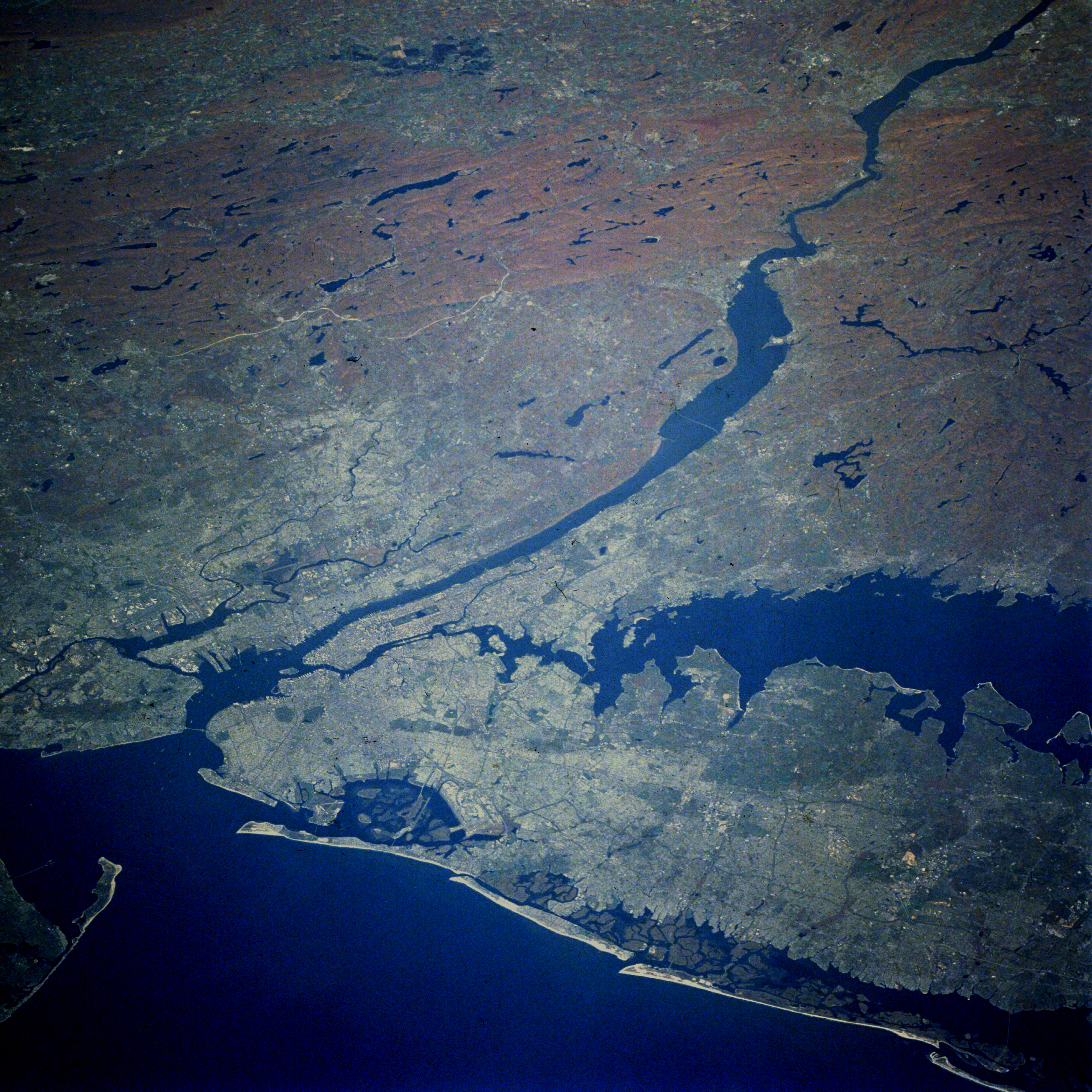
Der untere Hudson River und der Westen von Long Island, aus dem Space Shuttle Columbia 1993 fotografiert

Bei der Ankunft der ersten Europäer im 17. Jahrhundert war das Gebiet des Hudson Valley überwiegend von algonkinsprechenden Mahican und Munsee bewohnt, die von den Briten und Niederländern auch zusammengefasst als River Indians bezeichnet wurden.
Die erste niederländische Niederlassung wurde 1614 mit Fort Nassau, einem Handelsposten südlich des heutigen Albany, auf der Castle Island im Hudson River errichtet. Der Zweck der Ansiedlung war der Tausch europäischer Waren gegen Biberfelle. Fort Nassau wurde 1624 durch das nahe gelegene Fort Orange ersetzt. Für ein halbes Jahrhundert bildete das Hudson Valley das Zentrum der Kolonie Nieuw Nederland, mit der Siedlung Nieuw Amsterdam auf der Insel Manhattan als Verwaltungssitz, Nachschub- und Verteidigungsbasis.
Während des Siebenjährigen Krieges in Nordamerika, der ab 1754 geführt wurde, bildete das nördliche Ende des Hudson Valley die Verteidigungslinie der Briten gegen die über den Lake Champlain aus Kanada anrückenden französischen Truppen.
In der Amerikanischen Revolution war das Tal einer der Hauptschauplätze. Die Strategie der Briten bestand zunächst darin, die Kontrolle über den Fluss zu gewinnen und so eine Zweiteilung der Kolonien zu erreichen.
Im frühen 19. Jahrhundert gewann das Hudson Valley den Ruf einer düsteren, von Nachfahren der niederländischen Kolonisten bevölkerten Gegend. Dazu hat der amerikanische Schriftsteller Washington Irving mit Werken wie The Legend of Sleepy Hollow wesentlich beigetragen. Die Gegend wird mit den an der deutschen romantischen Malerei orientierten Malern der Hudson River School in Verbindung gebracht, die in der Mitte des 19. Jahrhunderts tätig waren.
Nach dem Bau des Erie Canal wurde das Gebiet ein bedeutendes industrielles Zentrum. Der Kanal schuf für New York City mit dem Hudson River einen Handelsweg zu den Großen Seen und dem Mittleren Westen der USA. Viele der Industriestädte des Hudson Valley erlebten in der Mitte des 20. Jahrhunderts einen wirtschaftlichen Niedergang.

## Verschmutzung des Hudson River

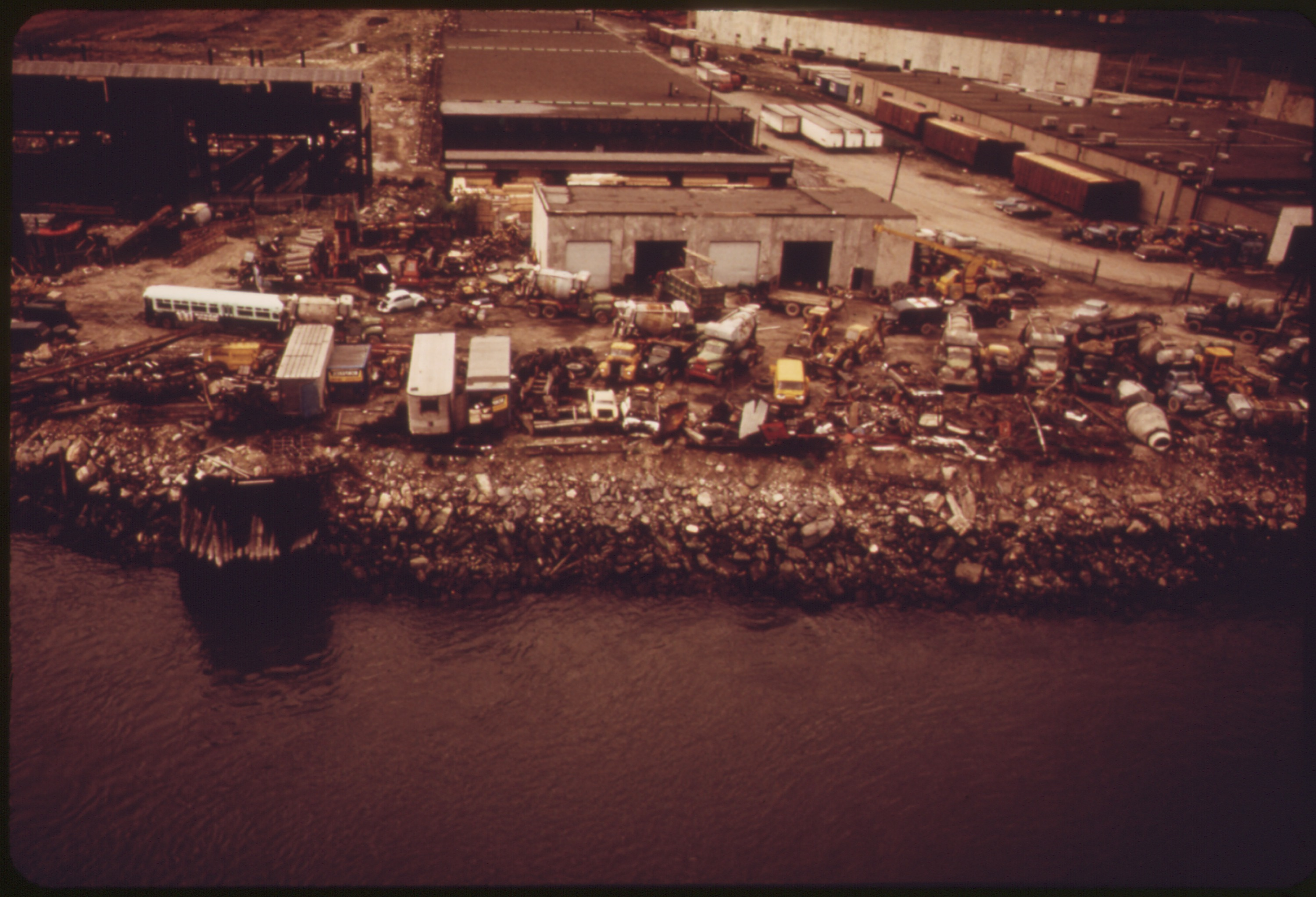
Verlassene Lagerhäuser und Schrottplatz am Ufer des Hudson River, 1973

Die zahlreichen Fabriken, die früher die Ufer des Hudson River säumten, leiteten ihre Industrieabfälle direkt in den Fluss. Diese Umweltverschmutzungen wurden erst in den 1970er Jahren thematisiert. Zu diesem Zeitpunkt war das größte noch in dem Gebiet tätige Unternehmen die General Electric, die die Hauptlast der Reinigung des Flusses übertragen bekam. Die größte Umweltbelastung stellen Polychlorierte Biphenyle (PCB) dar, die sich in der Nahrungskette anreichern. In einem mehr als 50 Kilometer langen Flussabschnitt wurden 40 besonders stark belastete Stellen ausgemacht. 2009 wurde mit dem Ausbaggern des Flussbetts begonnen, um die kontaminierten Ablagerungen zu entfernen.
Im folgenden Jahr erklärte sich General Electric zur Finanzierung und Durchführung weiterer Sanierungsmaßnahmen am Oberen Hudson River zwischen Fort Edward und Troy bereit. Diese Arbeiten werden von der United States Environmental Protection Agency über das Superfund-Programm beaufsichtigt, es wird davon ausgegangen, dass die Ausbaggerungen sich über fünf bis sieben Jahre hinziehen. Umweltschutzgruppen der Region setzen General Electric mit der Forderung nach weiteren Maßnahmen unter Druck. Bis Ende 2013 wurde offenbar, dass die Verschmutzungen in Bezug auf ihre räumliche Ausdehnung, ihre langfristigen Folgen für das Ökosystem und die Möglichkeiten ihrer Beseitigung unterschätzt worden sind.

## Regionen
Das Hudson Valley wird in drei Regionen unterteilt, Lower, Middle und Upper Hudson. Die folgende Liste gibt die Zugehörigkeit der Countys zu den drei Regionen wieder.
| Lower Hudson - Westchester - Rockland - Putnam |  | Mid-Hudson - Dutchess - Orange - Ulster - Sullivan |  | Upper Hudson/Capital District - Columbia - Greene - Rensselaer - Albany |

## Gemeinden im Hudson Valley
| - Airmont - Albany - Ancram - Annandale-on-Hudson - Arlington - Athens - Balmville - Beacon - Brewster - Briarcliff Manor - Buchanan - Carmel - Castleton-on-Hudson - Catskill - Chester - Chestnut Ridge - Coeymans - Cohoes - Cold Spring - Congers - Copake - Cornwall - Cortlandt - Coxsackie - Croton-on-Hudson - Delmar - Dobbs Ferry - East Fishkill - East Greenbush - Elsmere - Esopus - Fairview |  | - Fishkill - Fort Montgomery - Garrison - Gardiner - Germantown - Glasco - Goshen - Grand View-on-Hudson - Hastings-on-Hudson - Haverstraw - Highland - Highland Falls - Highland Mills - Hillburn - Hillcrest - Hillsdale - Hudson - Hyde Park - Irvington - Kinderhook - Kingston - Mahopac - Malden-on-Hudson - Marlboro - Menands - Middletown - Millbrook - Milton - Monroe - Monsey - Montebello - Montgomery |  | - Montrose - Mount Ivy - Nanuet - New Baltimore - New City - New Hamburg - New Paltz - New Windsor - Newburgh, City of - Newburgh, Town of - Nyack - Ossining - Palisades - Patterson - Pawling - Pearl River - Peekskill - Piermont - Pleasant Valley - Pomona - Port Chester - Port Ewen - Poughkeepsie - Putnam Valley - Ravena - Red Hook - Rensselaer - Rhinebeck - Rhinecliff - Saugerties - Selkirk |  | - Sleepy Hollow - Sloatsburg - South Nyack - Sparkill - Spring Valley - Staatsburg - Stockport - Stony Point - Stuyvesant - Suffern - Taghkanic - Tarrytown - Tivoli - Troy - Upper Nyack - Valatie - Valhalla - Valley Cottage - Van Keurens - Verplanck - Wappinger - Warwick - Washingtonville - Watervliet - Wawarsing - West Haverstraw - West Nyack - West Park - West Point - Woodstock - Yonkers - Yorktown |

## Sport
Die Hudson Valley Renegades sind ein Team der Minor League Baseball unter der Kontrolle der Tampa Bay Rays. Das Team spielt in Fishkill. Die Hudson Valley Bears waren ein Eishockey-Team aus Newburgh, das in der Saison 2008/2009 in der Eastern Professional Hockey League spielte.